# Cliché (tipografia)

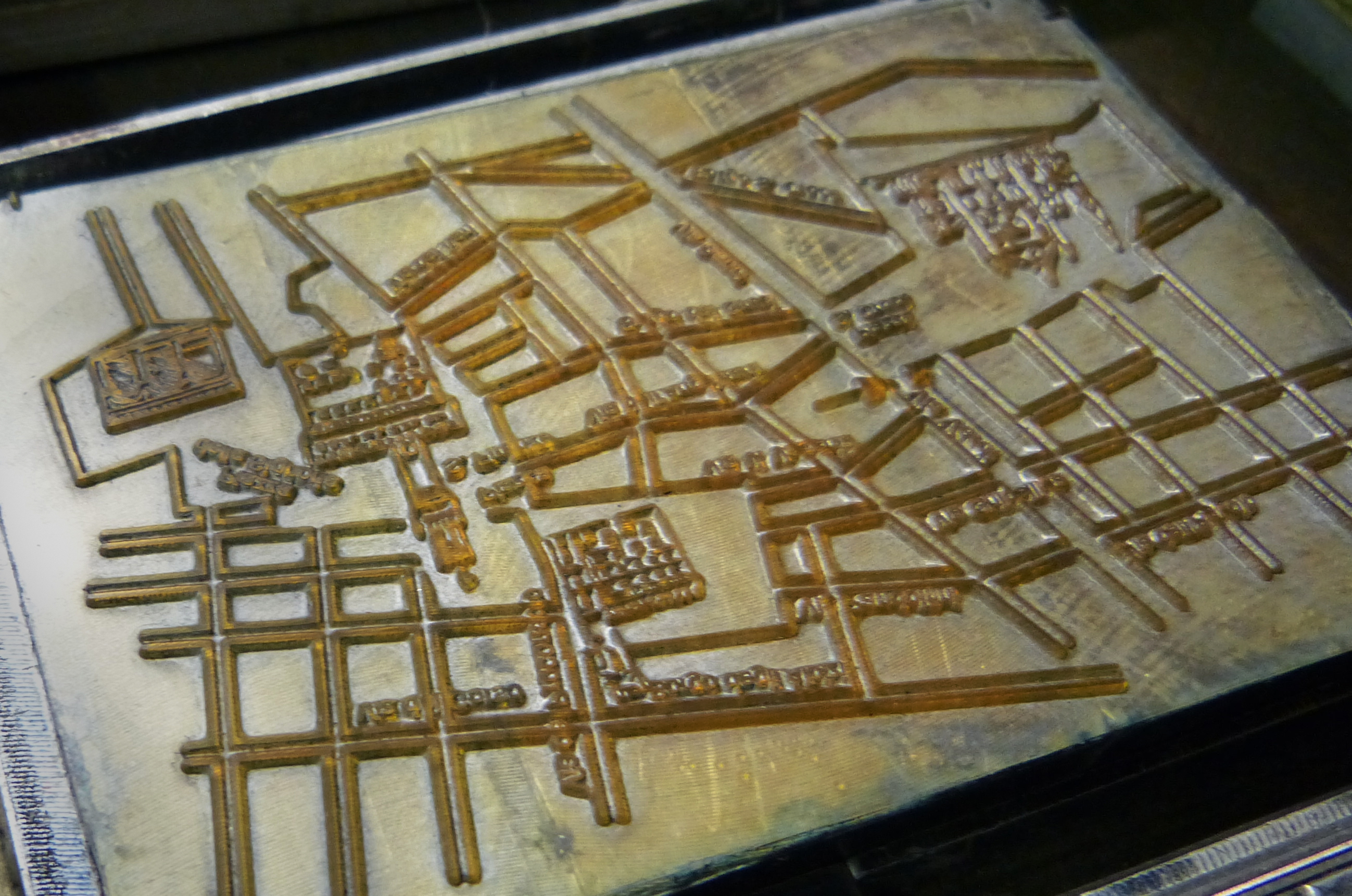
Moderno cliché in fotopolimero per stampa tipografica.

Nella tecnica di stampa, il cliché (o stereotipo) è una lastra di zinco recante una figura in rilievo e a rovescio, utilizzata come matrice per la riproduzione tipografica di disegni e immagini.
La matrice ha il compito di trasferire sul supporto da stampare (ad es. un foglio di carta) l'inchiostro che gli viene a sua volta ceduto da un rullo in gomma inchiostrato. Oggi si usa, abbastanza impropriamente, il nome cliché anche per le lastre di fotopolimero che si usano nella stampa flessografica e che sono inchiostrate mediante il contatto diretto con un rullo denominato Anilox. Anche in questo caso la stampa è diretta.
La tecnica fu inventata nel 1725 da William Ged, orafo e tipografo scozzese.

## Etimologia
Nel corso del tempo, lo stereotipo è diventato una metafora di qualsiasi insieme di idee ripetute in modo identico o con solo lievi modifiche. In effetti, cliché e stereotipo erano entrambi originariamente parole degli stampatori e nel loro settore divennero sinonimi. Tuttavia, cliché originariamente aveva un significato leggermente diverso, essendo una parola onomatopeica per il suono che veniva prodotto durante il processo di urto di un blocco in metallo di tipo fuso durante un'altra forma di stereotipizzazione, poi chiamata in inglese "dabbing".
Il termine stereotipo deriva dal greco στερεός (stereos) "solido, fermo" e τύπος (túpos) "colpo, impressione, segno inciso"  e nella sua accezione moderna fu coniato nel 1798.

## Storia
Ai tempi della stampa a caratteri mobili, la stampa prevedeva il posizionamento di singole lettere (chiamate caratteri) più altri elementi (incluse le interlinee) in un blocco chiamato chase (un pesante telaio in acciaio utilizzato per contenere i caratteri). Cumulativamente, questa configurazione completa per la stampa di una singola pagina è stata chiamata modulo. L'inchiostro era quindi applicato sul modulo, premuto contro la carta e veniva quindi realizzata una pagina stampata. Questo processo di creazione dei moduli era laborioso, costoso e impediva agli stampatori di riutilizzare i moduli per altri progetti successivi. Inoltre, gli stampatori che sottovalutavano la quantità di moduli necessaria a terminare un progetto erano costretti a reimpostare i caratteri per le successive tirature.
... mentre gli editori di Nathaniel Hawthorne presumevano che The Scarlet Letter (1850) sarebbe andato bene, stampando un'edizione insolitamente grande di 2.500 copie, la richiesta popolare per la controversa introduzione "Custom House" di Hawthorne superò l'offerta, spingendo Ticknor & Fields a ripristinare i caratteri e a ristampare altre 2.500 copie entro due mesi dalla prima pubblicazione. Ancora ignari di avere un classico incipiente tra le mani, Ticknor & Fields hanno trascurato in questo momento di investire in lastre stereotipate, e quindi sono stati costretti a pagare per ripristinare il carattere per la terza volta solo quattro mesi dopo, quando finalmente avevano stereotipato il libro. 
Mentre i cliché erano utili nell'editoria di libri, è stato nell'editoria di giornali che hanno preso il sopravvento. I libri venivano normalmente stampati non come singole pagine, ma come un insieme di più pagine alla volta. Quindi un libro di 320 pagine a volume singolo necessitava di 40 cliché per un'imposizione di otto pagine, o venti cliché per un'imposizione di 16 pagine. Ciò contrasta con i giornali, dove un'edizione domenicale di un importante quotidiano poteva richiedere fino a 6.000 cliché.

## Vantaggi dei cliché
Il cliché offriva i seguenti vantaggi:
- Permetteva allo stampatore di distribuire rapidamente caratteri costosi, riducendo così la quantità di caratteri che lo stampatore doveva conservare[8]. In alcuni casi, i contratti con gli editori richiedevano agli stampatori di mantenere i caratteri impostati per un massimo di sei mesi nel caso fossero necessarie ulteriori edizioni.
- Ha facilitato la distribuzione dei caratteri, poiché i cliché erano molto più leggeri e meno fragili dei moduli pieni di caratteri. Ciò era particolarmente importante per i servizi di notizie.
- Ha facilitato l'impostazione e la scorrevolezza del lavoro. I cliché erano molto più leggeri e occupavano molto meno spazio dei moduli pieni di caratteri. Ciò significava che lo stampatore non doveva impostare nuovamente il lavoro. I cliché possono essere conservati per diversi decenni. Un gran numero di tali cliché furono fusi nel 1916 nel Regno Unito a sostegno dello sforzo bellico[10]. Nel 1910, ad esempio, Hodder e Stoughton pubblicarono Friends though Divided: A tale of the Civil War di George Alfred Henty stampando il libro, a parte le pagine preliminari, dai cliché usati per l'edizione iniziale del 1883 da Griffith e Farran. Gli stessi cliché furono usati per la ristampa nel 1917 e negli anni '20[11]. Quando vendevano dei copyright a un altro editore, gli editori spesso vendevano anche i relativi cliché[11].
- Ha consentito allo stampatore di impostare rapidamente lo stesso testo più volte in modo da poter stampare un determinato testo, ad esempio per un volantino, più volte sullo stesso foglio di carta e quindi separarli. Questo era un metodo più veloce ed economico rispetto alla stampa individuale.
- Ha abilitato la stampa dello stesso testo su più macchine da stampa contemporaneamente. Dalgin fornisce l'esempio di un caso in cui trenta cliché sono stati prodotti da un singolo flano[12][13] (uno stampo negativo temporaneo costituito da un modulo di tipo fisso, per fondere un cliché metallico) per questo scopo e afferma che non c'è motivo per cui non ne avrebbero potuto essere scelti altri[9].

## Invenzione
Fonti inglesi spesso descrivono il processo come inventato nel 1725 da William Ged, che apparentemente "stereotipava" tavole per la Bibbia all'Università di Cambridge prima di abbandonare l'attività. Tuttavia, il conte Canstein pubblicava copie della Bibbia stampate con i cliché in Germania dal 1712 e una precedente forma di cliché da flano fu descritta in Germania nel 1702. È anche possibile che il processo sia stato utilizzato già nel XV secolo da Johannes Gutenberg o i suoi eredi per il Mainz Catholicon. Ampia applicazione della tecnica, con miglioramenti, è attribuita a Charles Stanhope nei primi anni del 1800. Le lastre per la stampa della Bibbia erano stereotipate negli Stati Uniti nel 1814.

## Materiali per stampaggio
I seguenti materiali sono stati utilizzati nel processo di stampaggio per creare cliché:
- Argilla. Inventato da uno stampatore francese, Gabriel Valleyre nel 1730. Pressò la forma di montaggio in argilla o altra sostanza terrosa per creare un'immagine inversa, quindi versò rame fuso nello stampo. Le sue copie non erano molto nitide, sia per l'argilla che usava, sia per la morbidezza del rame[13]. Tuttavia, il metodo è stato successivamente ripreso, migliorato e utilizzato dal Government Printing Office di Washington[16]. Hoe & Company includeva una gamma di impianti da utilizzare con il processo nel loro catalogo del 1881[17].
- Gesso di Parigi. Gress lo stava già descrivendo come un vecchio metodo che era stato sostituito dalla cartapesta nel 1909[18]. Il processo di gesso può riprodurre linee più sottili rispetto al processo di carta, ma ha lo svantaggio che lo stampo si rompe quando si rimuove il cliché[19]. Questo era il procedimento messo a punto da Gad nel 1725, dove si realizzava uno stampo in gesso del carattere scelto[13]. Il processo fu perfezionato nel 1802, ma poiché c'erano relativamente pochi libri che necessitavano di tirature ripetute diverse dalle Bibbie o dai libri di scuola, il processo non divenne ampiamente utilizzato per altri due decenni. La Banca d'Inghilterra ha stampato le sue banconote utilizzando cliché da stampi in gesso nel 1816[20]. Lord Stanhope aveva investito una notevole somma di denaro nello sviluppo del processo, e quindi fondò e finanziò un impianto di "stereotipizzazione" a Londra[16]. Tuttavia non fu un successo commerciale e dovette affrontare una notevole opposizione da parte del settore della stampa[21]. David ha notato che è stato solo con l'introduzione del flessibile e robusto flano di cartapesta nel 1850 che ha portato all'uso estensivo dei cliché per la produzione di libri.
- Cartapesta o carta o processo a umido. In questo processo, si usavano un certo numero di strati di carta fissati insieme da una pasta composta da una gamma di ingredienti, tra cui colla o gomma. La pasta poteva essere la ricetta del cliché o una pasta proprietaria[18]. Gress osserva che quando è stato introdotto per la prima volta, il Times realizzava solo frange di cartapesta di singole colonne, ma che Charles Craske del New-York Tribune ha sviluppato il metodo per creare frange di intere pagine[18].
- Dry mat o processo a matrice secca. In questo caso non è necessario battere la matrice nella pagina, ma è sufficiente una semplice pressione. Le pressioni necessarie sono piuttosto elevate[22] e richiedono una pressa idraulica. Nel 1946, il processo dry mat aveva completamente preso il sopravvento nell'editoria di giornali negli Stati Uniti[9].

Il processo per realizzare stampi per elettrotipi era simile, tranne per il fatto che questi erano realizzati con materiali morbidi come la cera d'api o l'ozocerite di cera minerale naturale. I sottili involucri dell'elettrotipo dovevano essere supportati con un tipo di metallo a una profondità di 8 mm per renderli sufficientemente robusti per l'uso.

## Costruzione dei cliché
Fry ha offerto la seguente guida per sfruttare il metallo per usi diversi.
| Destinazione d'uso del metallo         | % di stagno | % di antimonio | % di piombo |
| -------------------------------------- | ----------- | -------------- | ----------- |
| Supporto per elettrotipi               | 2-4         | 2-4            | 92-96       |
| Macchine come la Linotype              | 3.5-4       | 11.5-12        | 84-85       |
| Lastre stereotipate                    | 5-10        | 15             | 75-80       |
| Macchine come la Monotype              | 6-13        | 15-19          | 68-81       |
| Metallo fuso per la tipografia manuale | 13-22       | 20-28          | 50-67       |

La regola d'oro per i cliché era avere metallo freddo e una scatola calda per evitare problemi di restringimento. A volte veniva utilizzata una tavola da colata per rallentare il raffreddamento sul retro del getto, in quanto ciò poteva aiutare a evitare problemi dovuti al fatto che il flano era un cattivo conduttore.

## Scala dei cliché
Nel 1946, Dalgin dichiarò che il New York Times aveva cento macchine tipografiche. Consumavano otto tonnellate di caratteri metallici a notte. Tuttavia, il reparto dei cliché fondeva sette volte più metallo con un consumo di 45 tonnellate ogni notte e 150 tonnellate il sabato (per la grande edizione della domenica). Lanciarono fino a 6.000 lastre per l'edizione della domenica.
Il tempo limite tra la composizione e la stampa era di soli 15 minuti. Le ultime pagine (tipicamente la prima pagina e le pagine con le storie che scorrono dalla prima pagina) sono state rinchiuse nelle loro forme, e quindi il team ha avuto quindici minuti per modellare le matrici, i cliché fusi, rifiniti, raffreddati e messi sulle macchine da stampa tutto in quei quindici minuti. Kjaer riferì che il tempo dalla consegna di una lastra alla sala stampa era sceso da otto minuti nel 1916 a quattro minuti nel 1926.

## Syndication, giornali e cliché
Inizialmente le notizie provenienti dalle syndication (ossia agenzie che offrono a più testate articoli, reportages e servizi) assumevano la forma della distribuzione di fogli stampati. Nel dicembre 1841 il proprietario del giornale americano The Sun si fece spedire per corriere il discorso dell'allora presidente degli Stati Uniti al Congresso. Lo fece poi stampare su un unico foglio e vendette le copie ai giornali delle regioni circostanti, mantenendo il corpo, ma cambiando la testata del titolo per adattarla ai diversi giornali. Lo sforzo successivo fu quello di stampare fogli con l'indirizzo del presidente da un lato e le notizie locali dall'altro. Tuttavia, le cose sono migliorate attraverso l'evoluzione dei cliché e la tabella seguente riassumeva la relazione di Kubel sulla crescita dei cliché per le notizie provenienti dalle syndication. 
| Periodo       | Modalità di distribuzione dei materiali provenienti dalle syndication |
| ------------- | --------------------------------------------------------------------- |
| Fino al 1850  | Tramite fogli stampati, con uno o entrambi i lati stampati            |
| 1850-1883     | Tramite fogli stampati e lastre stereotipate                          |
| Dal 1883      | In gran parte tramite piastre stereotipate                            |
| Dal 1895      | I flani iniziarono a sostituire le piastre                            |
| Entro il 1941 | I flani avevano quasi completamente sostituito le piastre             |

I flani distribuiti non erano solo articoli provenienti dalle syndication o fumetti, ma anche pubblicità. Ciò ha avuto un enorme vantaggio in quanto i giornali hanno evitato i costi di installazione delle piastre. In alcuni casi sono stati distribuiti flani con sezioni che potevano essere ritagliate in cui poteva essere inserito il nome di un negozio locale, in modo che una pubblicità illustrata per un particolare prodotto potesse includere il nome del rivenditore locale. I giornali hanno combinato una serie di flani per lanciare la piastra stereotipata per una pagina.

## Fine del processo
La stereotipizzazione è stata inizialmente sfidata dall'elettrotipizzazione, che era più costosa e dispendiosa in termini di tempo, ma era in grado di stampare una qualità superiore. Inizialmente era riservato alla realizzazione di facsimili di illustrazioni in rame. Con il tempo, Weedon affermò che nell'editoria di libri l'elettrotipizzazione era diventata più importante dei cliché. Tuttavia, Kubler affermò, nel 1941, che contrariamente agli Stati Uniti, che facevano un uso maggiore dell'elettrotipizzazione, gli stabilimenti europei utilizzavano lastre stereotipate del 75% di tutti i lavori di riproduzione tipografica e che i migliori cliché funzionano allo stesso modo della elettrotipizzazione. Tuttavia, i cliché hanno mantenuto il loro primato nell'editoria di giornali. Kubler afferma che le alternative ai cliché o comportavano costi di capitale aggiuntivi significativi o non erano adatte ai giornali poiché non consentivano correzioni e l'inserimento di notizie in ritardo e materiale locale o erano sia costose che inadatte. Il primo libro composto da computer nel Regno Unito è stato Collected Poems di Dylan Thomas nel 1966, ma il processo è decollato negli anni '70, creando enormi sconvolgimenti nell'industria dei giornali.
L'introduzione della stampa offset portò i caratteri a metallo caldo a non essere più necessari e la fotocomposizione sostituì le macchine a metallo caldo. Ciò significava che non c'era più bisogno di cliché. Le macchine per la fotocomposizione furono a loro volta sostituite dai personal computer e dal desktop publishing. L'azienda di Kubler che produceva stuoie secche si sciolse il 13 agosto 1979.

## Galleria d'immagini

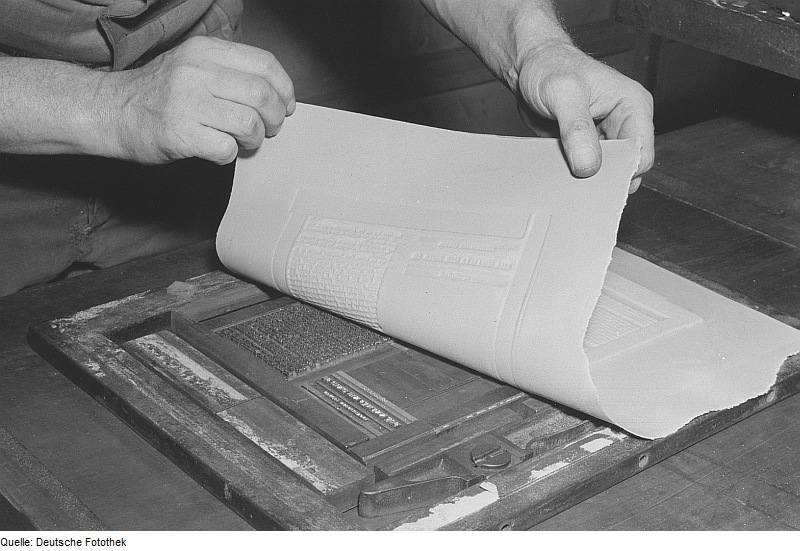
Realizzazione di uno stampo stereotipato (flano).
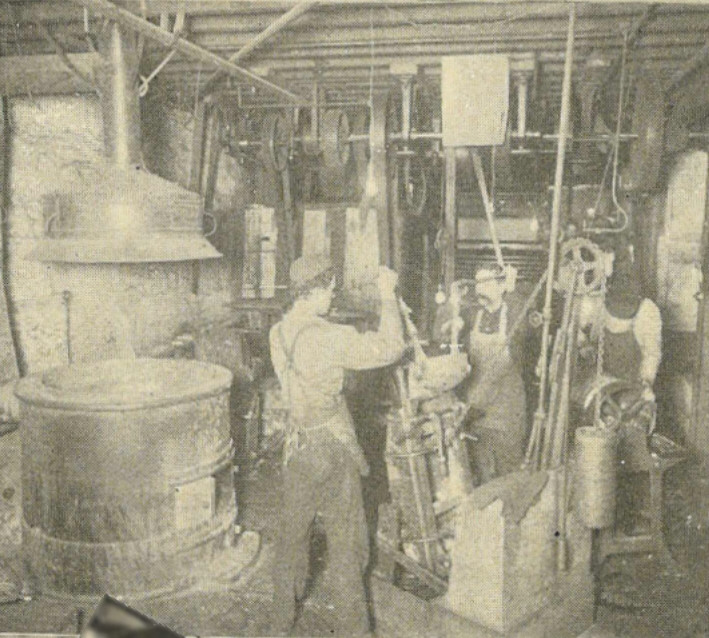
Cliché in una sala casting del Seattle Daily Times, 1900 circa
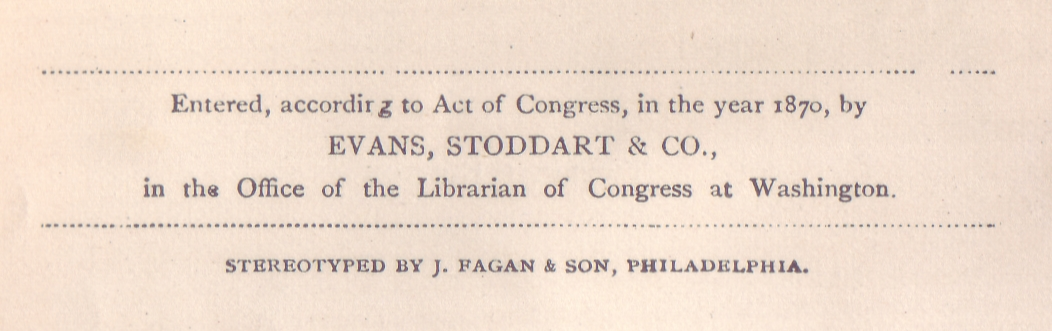
Un avviso di copyright per un libro del 1870, che utilizza il termine "stereotipizzato" nel suo senso originale.
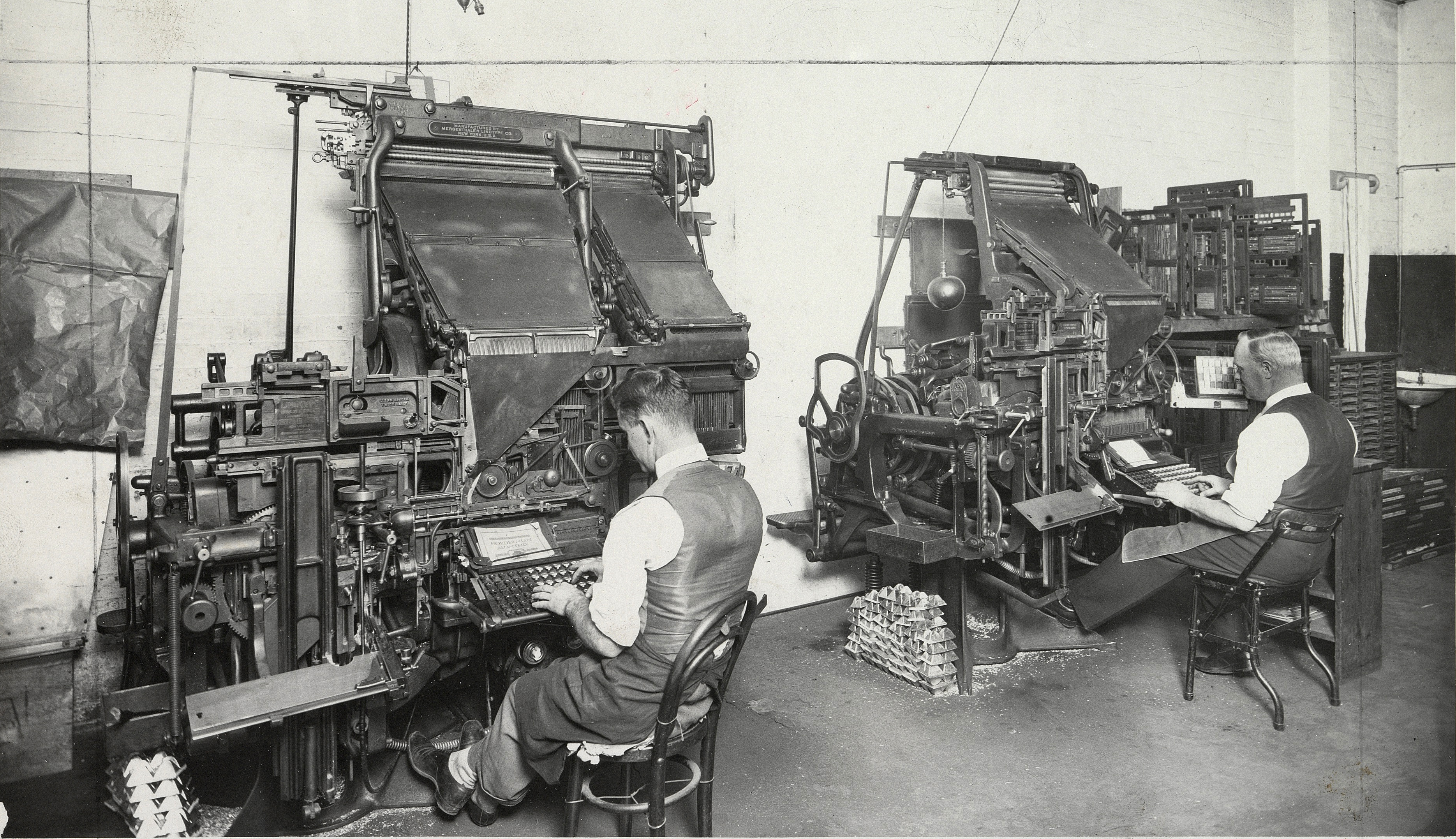
Macchine Linotype, 1935
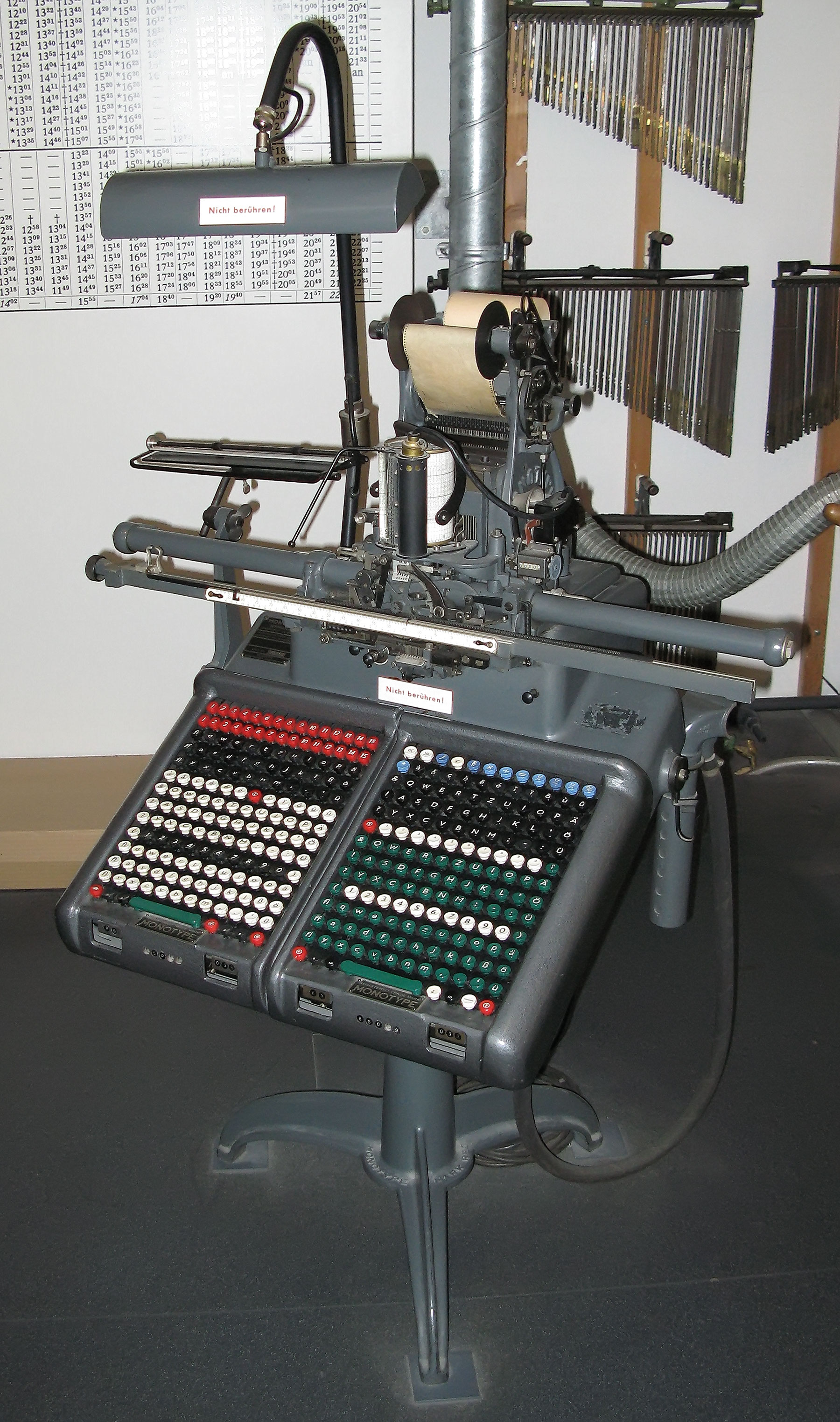
Macchina Monotype, 1965
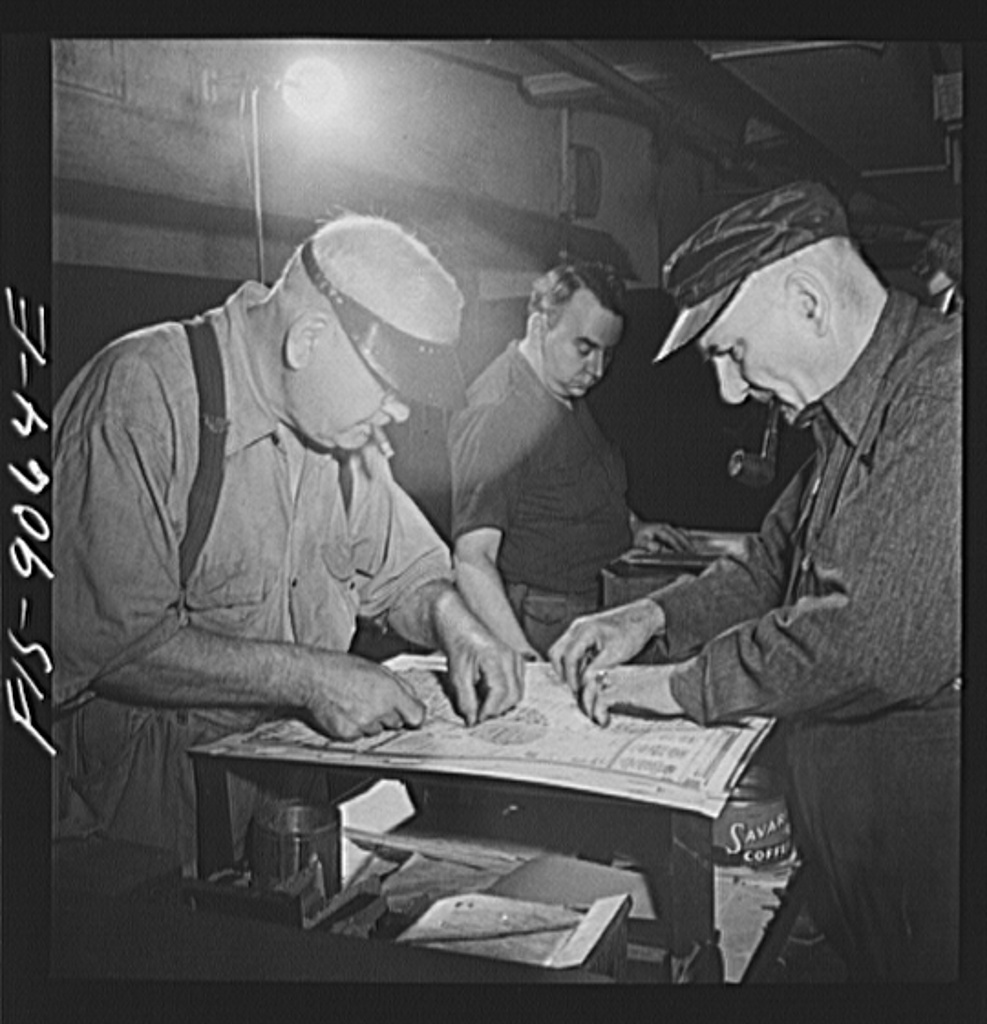
Sala dei cliché nel quotidiano New York Times
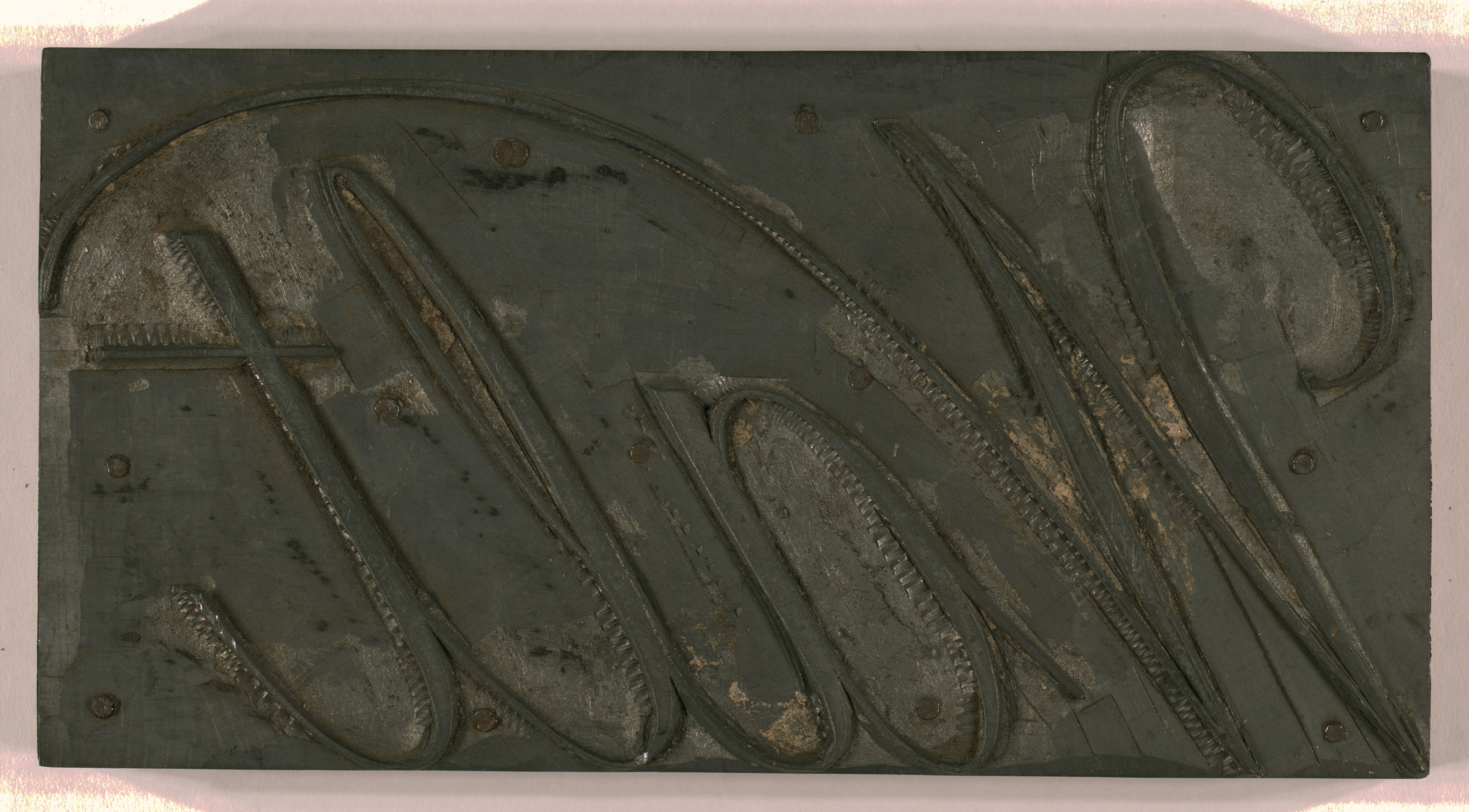
Cliché su lastra di stampa, 1872
- Cliché, 1834